# Satyra menippejska
Satyra menippejska, menippea – gatunek literatury satyrycznej. Jej nazwa wywodzi się od imienia greckiego cynika Menipposa. Menippea charakteryzuje się połączeniem pierwiastków fantastycznych i realizmu, prozy i wiersza, a także spajaniem różnych form stylistycznych. Jej bohaterem jest najczęściej mędrzec.

## Marek Terencjusz Warro—Satyry manippejskie
Do dzisiejszych czasów zachowało się dziewięćdziesiąt tytułów i sześćset fragmentów ze stu pięćdziesięciu ksiąg. To humorystyczne utwory prozaiczno-poetyckie naśladujące dialogi Menipposa z Gadary. Charakteryzują się dowcipem, realizmem i ekscentrycznością. W swoich dziełach opisuje słabości, ograniczenia i ułomności ludzkie.  
Ten sam gatunek wykorzystywany był również przez późniejszych twórców, np. Ignacego Krasickiego w utworze Opisanie podróży z Warszawy do Biłgoraja.  

## Link zewnętrzny
- Menippos i inni. O początkach satyry menippejskiej